# Raty równe
Raty równe (raty annuitetowe) – schemat spłaty długu, w którym wszystkie raty kapitałowo-odsetkowe mają równe wysokości.
Spłata długu w ratach równych charakteryzuje się tym, że na początku okresu spłacania kredytu kwoty spłacanego kapitału są niższe niż pod koniec, natomiast części odsetkowe na początku są wyższe, a potem niższe. Spłata długu w ratach równych jest równoważna zakupowi przez kredytodawcę u kredytobiorcy renty stałej na okres równy okresowi kredytowania.
Wartość raty w schemacie rat równych jest wyznaczana ze wzoru:
{\displaystyle I={\frac {N}{\sum \limits _{i=1}^{n}(1+{\frac {r}{k}})^{-i}}}={\frac {N\cdot r}{k\left(1-\left({\frac {k}{k+r}}\right)^{n}\right)}},}
gdzie:
{\displaystyle I} – wysokość raty równej,
{\displaystyle N} – kwota udzielonego kredytu,
{\displaystyle r} – oprocentowanie kredytu w skali roku,
{\displaystyle k} – liczba rat płatnych w ciągu roku (np. {\displaystyle k=4} dla rat płatnych co kwartał),
{\displaystyle n} – liczba rat.
W schemacie spłat w ratach równych płatności kapitałowe w kolejnych okresach tworzą ciąg geometryczny o ilorazie {\displaystyle 1+{\frac {r}{k}}.}
W Polsce banki udzielające kredytów mieszkaniowych, a także konsumpcyjnych oferują klientom do wyboru spłatę kredytu w ratach malejących (stała rata kapitałowa) lub ratach równych. Raty równe cieszą się większą popularnością niż raty malejące ze względu na fakt, że w początkowym okresie wysokość raty równej jest niższa niż raty sumarycznej w schemacie spłat w równych ratach kapitałowych. Kredyty mieszkaniowe są zwykle oprocentowane stopą zmienną opartą na stawkach WIBOR, co powoduje konieczność ustalania nowej wartości raty równej po każdej zmianie stawki WIBOR.
Przykład
Bank udzielił kredytu o wysokości 420 tys. PLN na okres 3 lat. Spłata odbywa się w schemacie rat równych płatnych co pół roku. Oprocentowanie kredytu wynosi 5% w skali roku. Zgodnie ze wzorem powyżej wysokość raty jest równa:
{\displaystyle I={\frac {420}{{\frac {1}{\left(1+{\frac {0{,}05}{2}}\right)^{1}}}+{\frac {1}{\left(1+{\frac {0{,}05}{2}}\right)^{2}}}+...+{\frac {1}{\left(1+{\frac {0{,}05}{2}}\right)^{6}}}}}={\frac {420}{5{,}508}}=76{,}251\;{\text{[tys. PLN]}}.}
Szczegółowy plan spłat kredytu został zawarty w tabeli poniżej. Wykres obok przedstawia strukturę kolejnych rat – widać, że raty sumaryczne są równe, części kapitałowe rat rosną, a części odsetkowe maleją.
| Nr raty | Część kapitałowa | Część odsetkowa | Rata całkowita |
| ------- | ---------------- | --------------- | -------------- |
| 1       | 65,751           | 10,500          | 76,251         |
| 2       | 67,395           | 8,856           | 76,251         |
| 3       | 69,080           | 7,171           | 76,251         |
| 4       | 70,807           | 5,444           | 76,251         |
| 5       | 72,577           | 3,674           | 76,251         |
| 6       | 74,391           | 1,860           | 76,251         |